# Santian
Santian ist ein indonesischer Distrikt (Kecamatan) im Westen der Insel Timor.

## Geographie
| „Dorf“ (Desa) | Verwaltungssitz | Fläche    | Einwohner | Bevölkerungsdichte |
| ------------- | --------------- | --------- | --------- | ------------------ |
| Santian       | Santian         | 05,91 km² | 0.990     | 168                |
| Nenotes       | nenotes         | 05,71 km² | 0.854     | 150                |
| Poli          | Poli            | 14,86 km² | 2.181     | 147                |
| Manufui       | Manufui         | 19,29 km² | 2.311     | 120                |
| Naifatu       | Naifatu         | 02,39 km² | 0.407     | 170                |

Der Distrikt befindet sich im Osten des Regierungsbezirks Südzentraltimor (Timor Tengah Selatan) der Provinz Ost-Nusa-Tenggara (Nusa Tenggara Timur). Im Südwesten liegt der Distrikt Süd-Amanatun (Amanatun Selatan), im Westen Noebana, im Norden Nord-Amanatun (Amanatun Utara), im Osten Toianas und im Süden Boking.
Santian hat eine Fläche von 48,16 km² und teilt sich in die fünf Desa Santian, Nenotes, Poli, Manufui und Naifatu. Die Desa teilen sich wiederum in insgesamt 16 Dusun (Unterdörfer). Der Verwaltungssitz befindet sich in Santian.  Während sich Manufui auf einer Meereshöhe von 442 m befindet, liegt Nenotes auf einer Höhe von 743 m über dem Meer. Das tropische Klima teilt sich, wie sonst auch auf Timor, in eine Regen- und eine Trockenzeit.

## Flora
Im Distrikt finden sich unter anderem Vorkommen von Teak- und Nadelbäumen.

## Einwohner
2017 lebten in Santian 6.743 Einwohner. 3.172 waren Männer, 3.571 Frauen. Die Bevölkerungsdichte lag bei 140 Personen pro Quadratkilometer. Im Distrikt gab es eine katholische Kirche in Santian und 19 protestantische Kirchen und Kapellen.

## Wirtschaft, Infrastruktur und Verkehr
Die meisten Einwohner des Distrikts leben von der Landwirtschaft. Industrie und selbst Handwerksbetriebe gibt es nicht in Santian. Ebenso wenig Hotels oder Restaurants. Als Haustiere werden Rinder (2.898), Schweine (4.136), Ziegen (125) und Hühner (5.538) gehalten. Auf 760 Hektar werden Mais und auf 37 Hektar Mungbohnen angebaut. Reis wird im Distrikt nicht kultiviert. Weitere landwirtschaftliche Produkte sind Mangos, Papayas und Bananen. Von Plantagen kommen Kokosnüsse, Pekannüsse, Kapok, Cashewnüsse, Arecanüsse, Kaffee, Kakao, Tabak und Betelnüsse.
In Santian gibt es zehn Grundschulen, vier Mittelschulen und zwei weiterführende Schulen. Zur medizinischen Versorgung stehen zwei kommunale Gesundheitszentren (Puskesmas) und ein medizinisches Versorgungszentrum (Puskesmas Pembantu) zur Verfügung. Im Distrikt sind fünf Hebammen und sechs Krankenschwestern ansässig. Ärzte fehlen.
48 Einzelhändler sind in Santian tätig. Im Ort Santian, in Poli und in Manufui gibt es Wochenmärkte.